# Karneval in Salvador

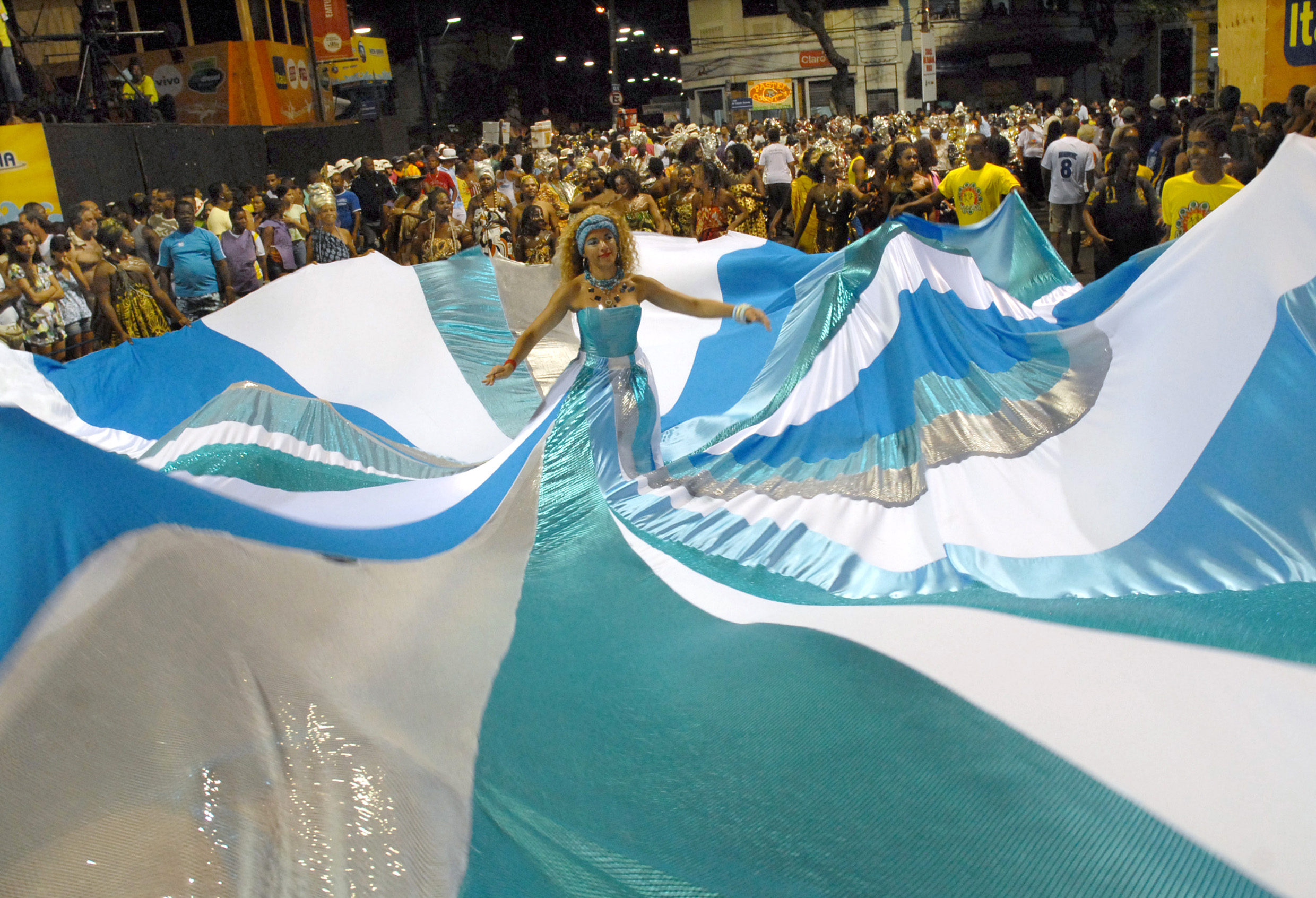
Capoeirablock

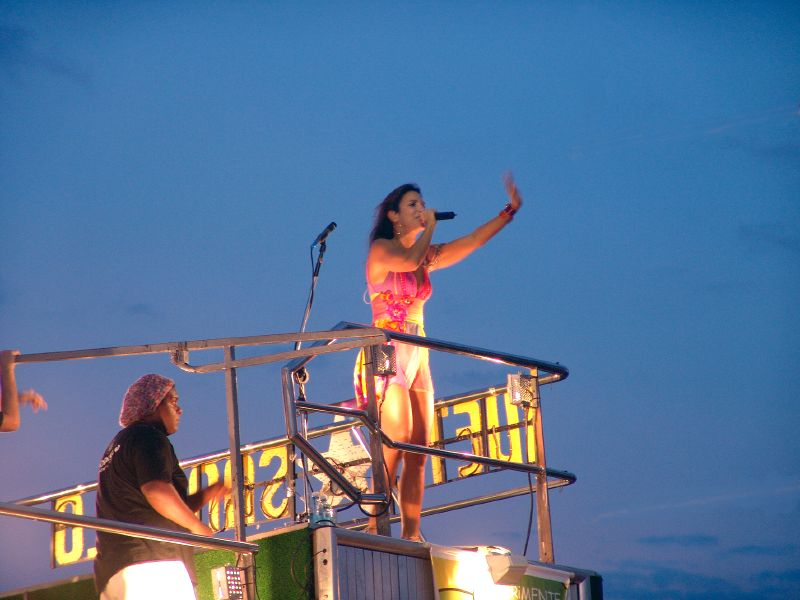
Ivete Sangalo

Der Karneval in Salvador da Bahia (portugiesisch Carnaval da Bahia) ist nach dem Guinness-Buch der Rekorde der größte Straßenkarneval der Welt und eines der größten Feste der Erde. An den Feierlichkeiten in der Hauptstadt des brasilianischen Bundesstaates Bahia nehmen bis zu 2,7 Millionen Menschen teil. Der Karneval findet an drei Hauptorten (circuito) statt: Dodô (in Barra-Ondina), Osmar (auf dem Campo Grande der Avenida Sete) und Batatinha (im Centro Histórico, dem historischen Zentrum Salvadors). Weiterhin gibt es Stadtteilfeste u. a. in Cajazeiras, Itapoã, Periperi und Pau da Lima. Während des Karnevals spielen berühmte Bands wie Olodum, Daniela Mercury, Timbalada und Ivete Sangalo auf Freiluftkonzerten und auf den Trios Elétricos. Die Popularität und der internationale Bekanntheitsgrad des Karnevals in Salvador ist neben dem in Rio de Janeiro oder Olinda sehr groß. In Salvador findet die größte Karnevalsveranstaltung statt, ein weiteres bekanntes Karnevalsfest des Bundesstaates Bahia ist in Porto Seguro.

## Geschichte

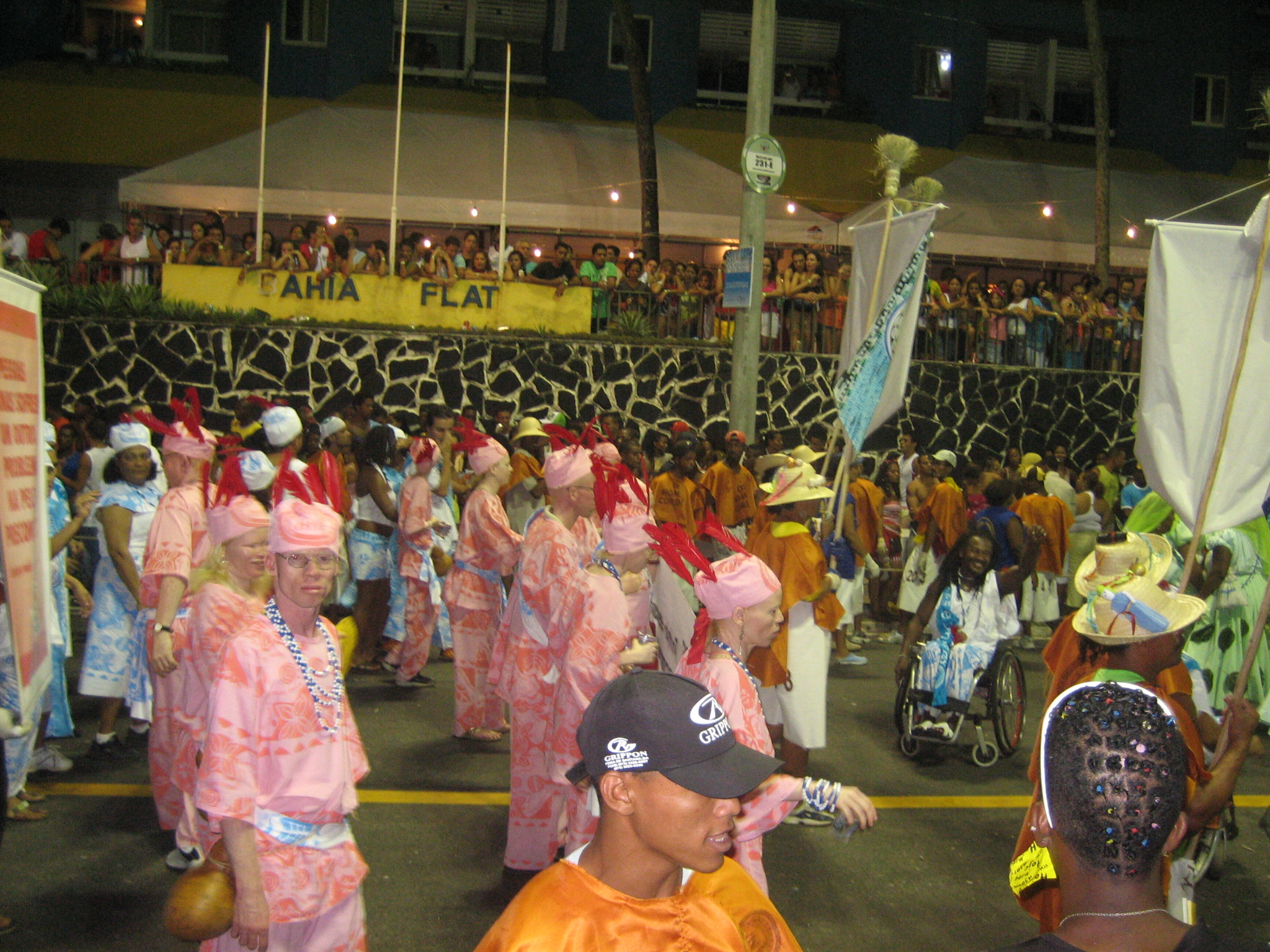
Afrobrasilianischer Block

Der Karneval in Bahia gründet sich auf das Jahr 1884. Aus einer Veranstaltung der Tanzsalons und privater Clubs wurde der Straßenkarneval für das Volk. 1890 nahm der erste Afoxé -Block am Karneval teil und zelebrierte Trachten und Bräuche aus der Kultur der Yoruba, den Nachkommen vieler ehemaliger Sklaven.
- 1950 erster Trio Elétrico mit dem Vassourinha[3] -Block, einer Frevo-Tanzgruppe aus Pernambuco
- 1961 erste Parade zu Ehren des Rei Momo
- 1962 Bloco Os Internacionais[4] als erster Karnevalsblock
- 1969 Caetano Veloso singt das Lied: „Atrás do Trio Elétrico Só Não Vai Quem Já Morreu“ (Nur wer schon tot ist, geht nicht hinterm Trio Elétrico her)
- 1970 Karneval von Salvador findet auf dem Platz Praça Castro Alves statt, es beginnt die Ära der kulturellen, gesellschaftlichen und sexuellen Befreiung
- 1972 Hommage des Trio Tapajos an Caetano Veloso, welcher von der brasilianischen Militärregierung verhaftet wurde
- 1974 Dodô und Osmar feiern das silberne Jubiläum des Karnevals von Salvador
- 1976 das in Bahia etablierte Trio Tapajós gibt Impulse an die Karnevalsveranstaltungen in Belo Horizonte und Santos ab
- 1978 Todesjahr von Adolfo Nascimento (Dodô)
- 1980 der Trio Elétrico „Traz Os Montes“[5] revolutioniert den Karneval von Salvador mit einer neuartigen Soundtechnik
- 1998 Einweihung eines Denkmals zu Ehren der Karnevalsgründer Dodô und Osmar[1]

## Erfindungen

### Pau Elétrico

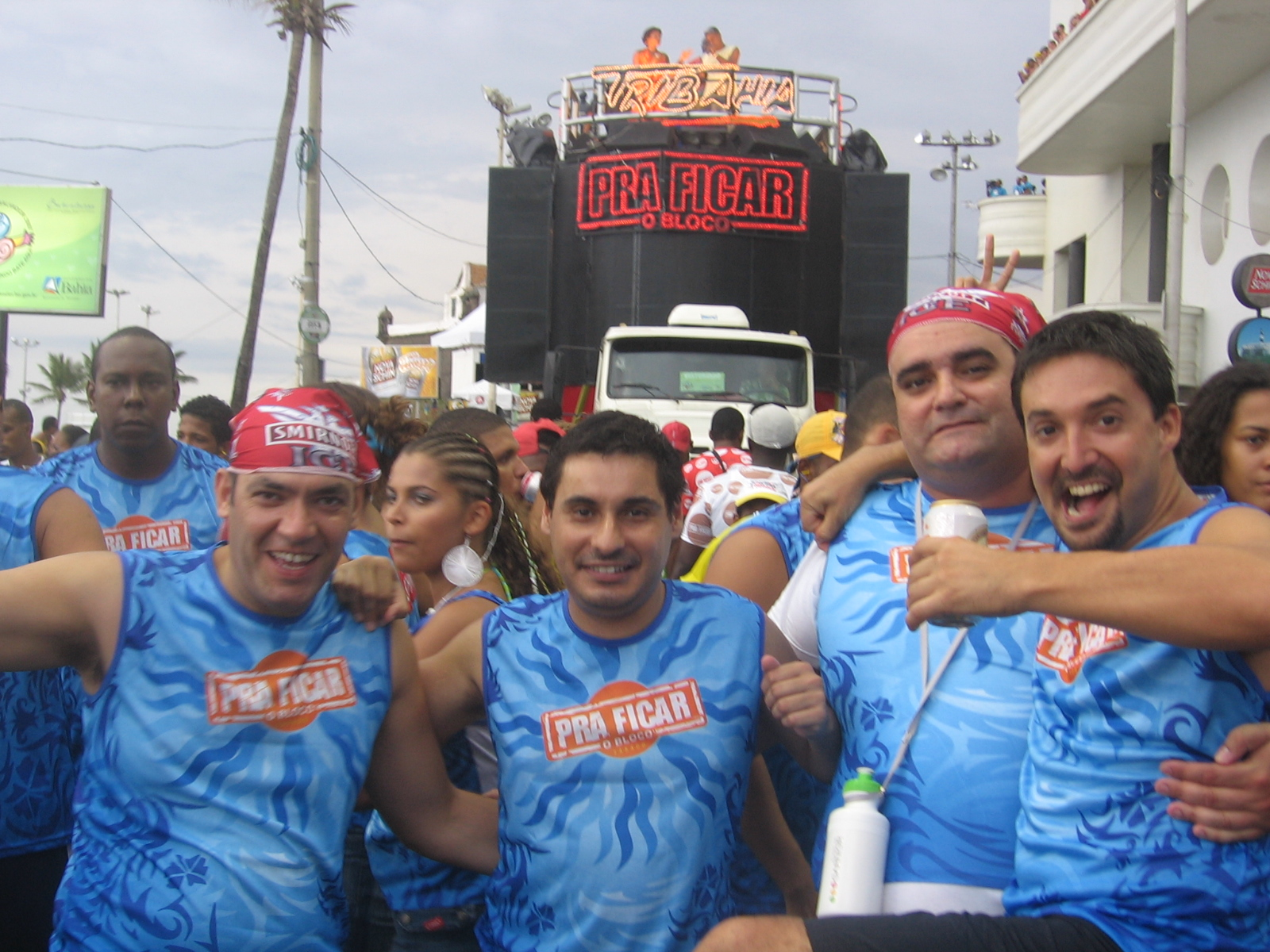
Carnaval Salvador da Bahia

Der Pau Elétrico oder Bahianische Gitarre, welche in den 1940er Jahren entstand, ermöglichte die Entwicklung des Straßenkarnevals auf großen Umzugswagen, den sogenannten Trio Elétricos. Inspiriert wurde der Pau Elétrico von einem Typ der elektrischen Gitarre, der von Benedito Chavez in Rio de Janeiro entworfen wurde.

„„Sie kauften ein Cavaquinho und eine Gitarre, wovon sie den Hohlraum abbrachen, damit nur noch der Arm übrig bliebe und befestigten daran einen Körper aus Jacarandaholz und einen Empfänger“, berichtet der Gitarrist Armandinho, Sohn von Osmar und einzig noch Lebender des ältesten Trio Elétrico Armandinho, Dodô und Osmar. „Bis sie diese Erfindung in die Tat umgesetzt hatten, benutzten sie weiches Fett“, erzählt er. So entstand das Pau Elétrico, erstes elektrisches Instrument im brasilianischen Karneval.“

Weitere typische Instrumente sind die Violão-Pau-Elétrico mit Basstönen und die Tenor-Gitarre Triolim.

### Trio Elétrico

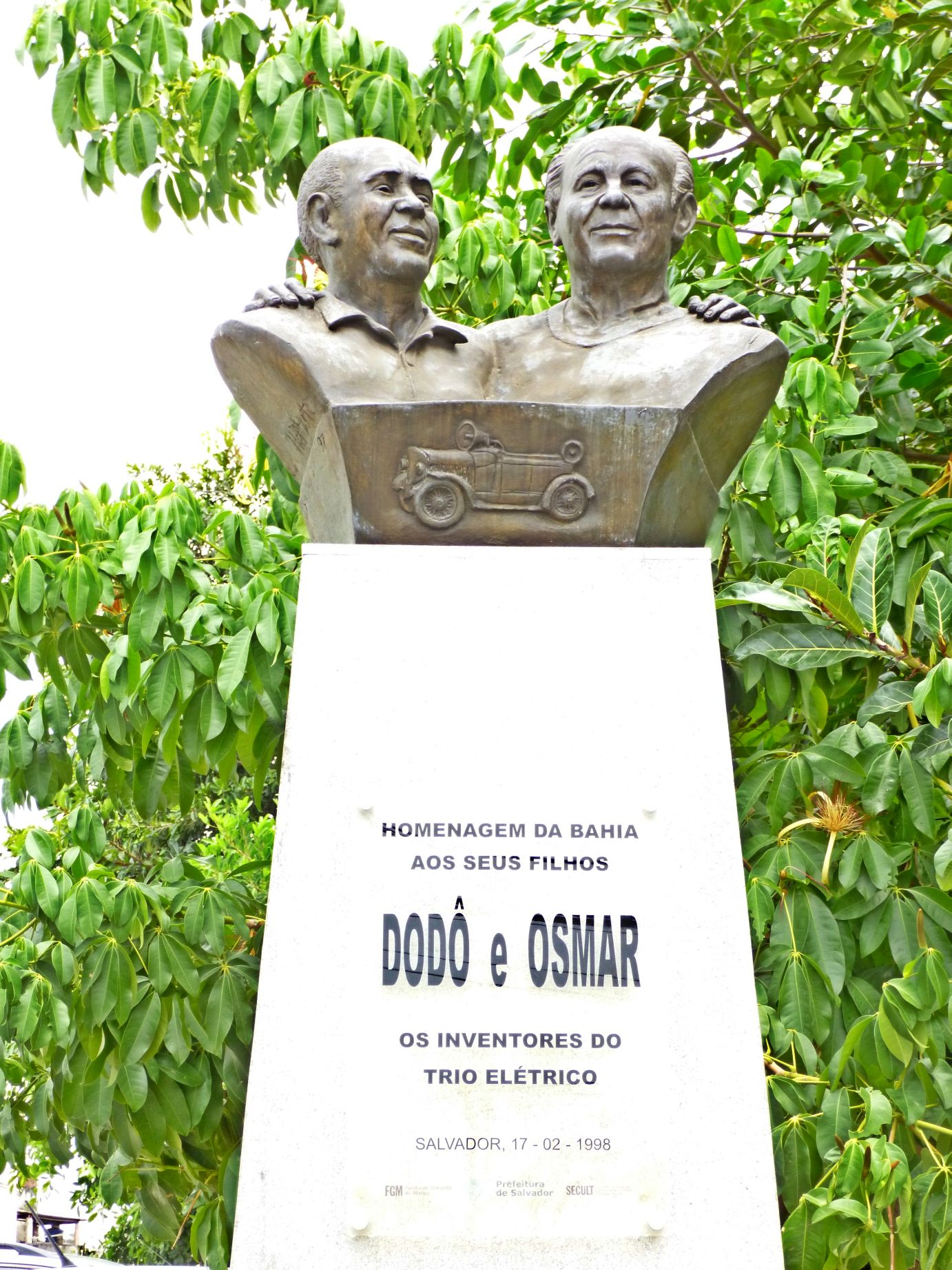
Denkmal der Erfinder des Trio elétrico, Dodó und Osmar

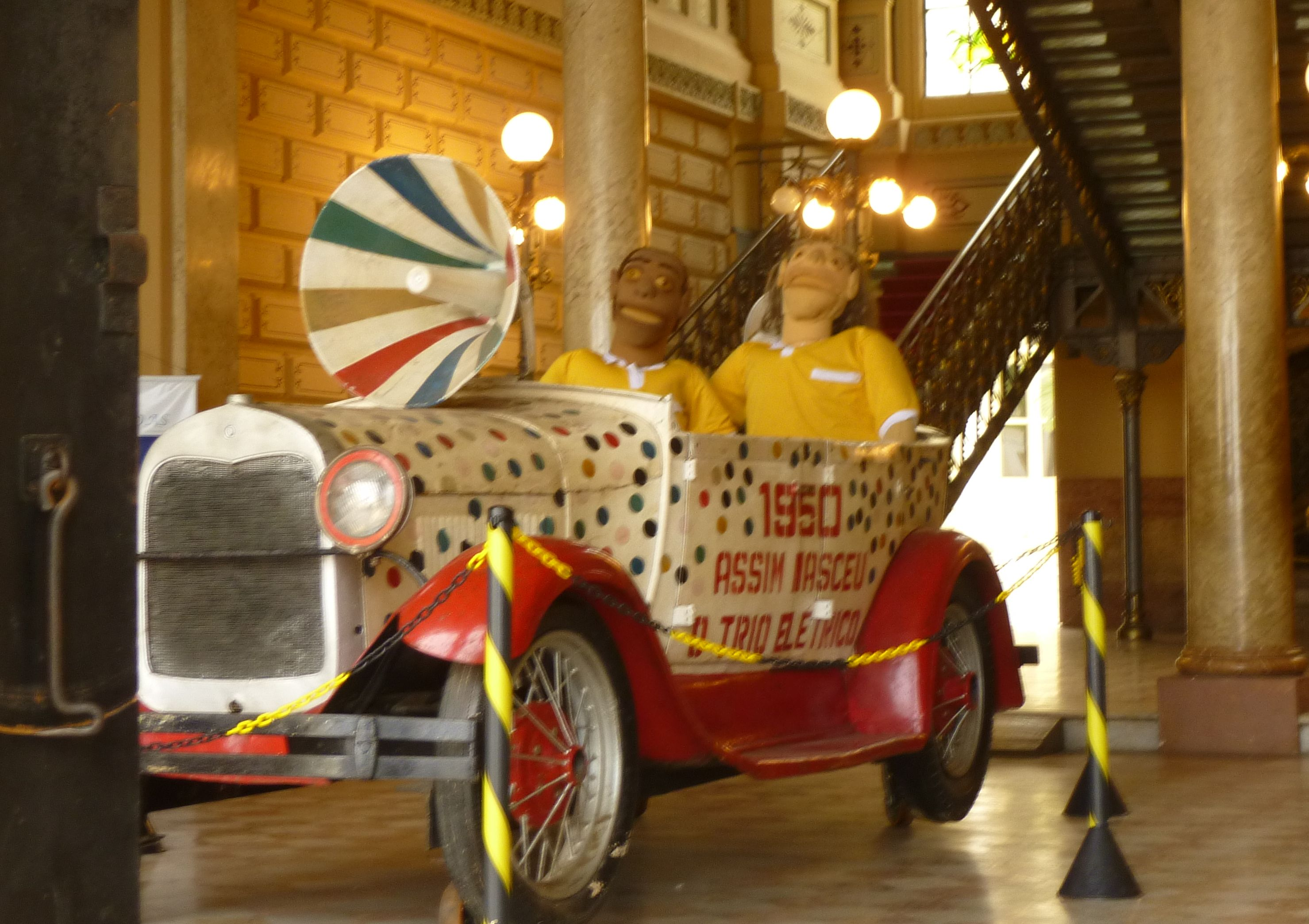
Erster Trio Elétrico aus dem Jahre 1950

Typisch für den Straßenkarneval in Salvador sind die Trios Elétricos. Sie entstanden damals aus einem alten Ford Bigode, Baujahr 1929, welcher in das erste Trio Elétrico umgebaut und für die Karnevalsfeierlichkeiten bemalt und geschmückt wurde. Auf der Ladefläche spielten Musiker dann mit dem typischen Pau Elétrico. Erfinder des Trio Elétrico sind Dodô (mit bürgerlichem Namen Antonio Adolfo Nascimento) und Osmar Macedo, welche seit 1938 im Radio zusammenarbeiteten. Beide waren Musikstudenten und suchten nach einer technischen Möglichkeit, die Lautstärke von Instrumenten ohne Kabel zu verstärken. 1950 gelang ihnen mithilfe des Pau Elétrico und des Trio Elétrico der ersten Straßenkarneval in Salvador. Der erste Wagen nannte sich Fobica. Sie luden 1951 den Musiker Temístocles Aragão ein, und aus dem „Duo elétrico“" war das „Trio elétrico“ geboren. Im Jahr darauf musste das Trio auf Temístocles Aragão verzichten, aber ob der gewonnenen Berühmtheit aus dem Vorjahr blieb es bei dem Namen Trio Elétrico.
Nach dem großen Erfolg der Trio Elétricos wurden später  größere LKW verwendet, um größeren Bands eine Auftrittsplattform zu bieten.
1969 wurde der MPB-Sänger Caetano Veloso mit seinem Lied „Atrás do trio-elétrico“ national bekannt.
Trios Elétricos sind im modernen Karneval Sattelschlepper mit Umkleidekabinen, Bars und einer großen Bühne. Außerdem besitzen sie große Musikanlagen mit einer Leistung von bis zu 100.000 Watt. Heute werden die Trios Elétricos von den verschiedenen Künstlern und Bands genutzt, die in einer großen Parade durch die Stadt und durch die Viertel Barra, Ondina und Campo Grande ziehen und denen eine große Fangemeinde folgt. Während die Wagen eine Art fahrende Bühne für Künstler, Schauspieler, Tänzer und prominente Personen sind, tanzt das Volk hinter den Trio Elétricos hinterher oder erwartet sie am Straßenrand.

## Blöcke (blocos)

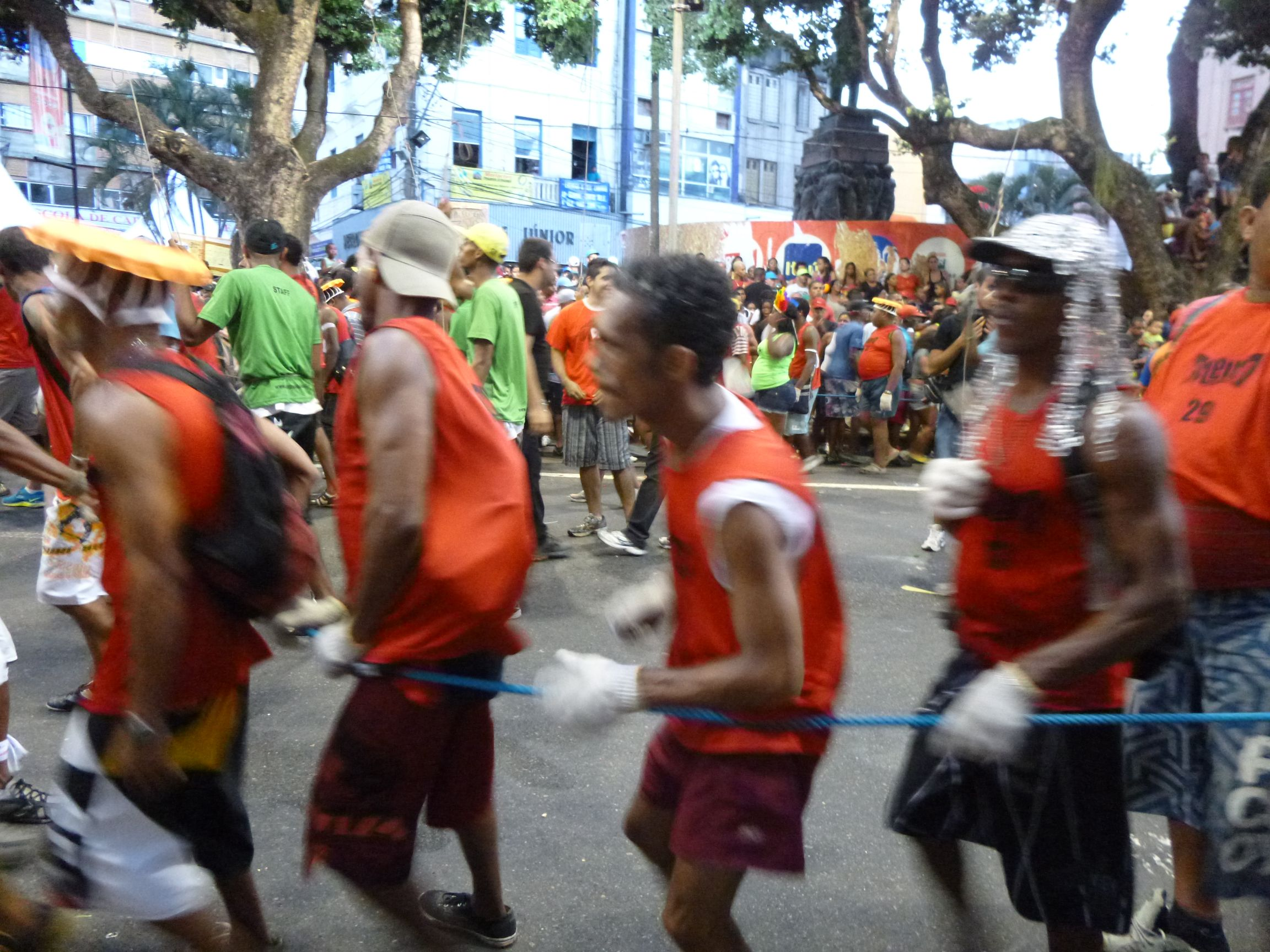
Seile grenzen einen Block von den Zuschauern ab

Als Blöcke (blocos) bezeichnet man Einheiten von Karnevalsgruppen, die unter verschiedenen Zugehörigkeiten, Themen und Musikgruppen im Straßenkarneval Brasiliens auftreten. Die Karnevalsblöcke sind musikalische, ästhetische und religiöse Manifestationen. Auch indianische Ursprünge finden ihren Ausdruck in den Blöcken. Die Motive des Straßenkarnevals ändern sich jedes Jahr und sind politische oder gesellschaftliche Persiflagen und Parodien. So besang im Jahr 1997 die Gruppe Olodum, welche über 3.000 Anhänger hat, in ihrem Samba-Reggae Lied „Mundo Cão“ (Hunde- oder Teufelswelt) die schwierigen und diskriminierenden Lebensumstände der schwarzen Bevölkerung Salvadors, welches auch als „Roma Negra“, das schwarze Rom, bezeichnet wird.
In der Regel tragen die Mitglieder eines Blockes die gleiche Kostümierung oder zumindest das gleiche Hemd (abadá). Die Abadá ist ein meist weißes Kleidungsstück afrikanischer Moslems. In Bahia werden Abadás überwiegend von Capoeiratänzern getragen. Im brasilianischen Karneval symbolisiert die Abadá in verschiedenen Farben, Mustern und Logos die Zugehörigkeit zu einem Block oder einem Camarote und muss käuflich erworben werden. Nur durch den Erwerb einer Abadá kann an einem Umzug eines Blocks innerhalb der Seilabgrenzung oder in einem fahrenden oder fixen Camarote teilgenommen werden. Camarotes sind eine Art Karnevalsvereinigungen, die zusammen in den Blöcken und den Trios Elétricos auftreten. Hinter den meisten Trios Elétricos fährt ein ähnlich großer Wagen hinterher, auf dem sich Zuschauer befinden. Camarotes können also fahrbar oder fix als Tribüne am Straßenrand aufgebaut sein.
Die Entstehung der Karnevalsblöcke oder „Cordões“ (Seile) geht auf das Jahr 1889 zurück. Die Cordões waren wegen der teilnehmenden Capoeiristas, den „Tanzkämpfern“, unter den anständigen Bürgern recht gefürchtet. Ab 1920 setzte sich der Einfluss der Intellektuellen durch, die im Karneval eine Art kulturelles Zeugnis erkannten und deshalb das bis dahin bestandene „Durcheinander“ beendeten und die bis heute bekannte Organisationsform ins Leben riefen.
Im Jahr 2013 traten im Karneval von Salvador insgesamt 38 Blöcke auf. Einem Block ist jeweils ein „Animateur“ zugeordnet. Dies sind in der Regel bekannte Sänger wie Ivete Sangalo mit dem Block Coruja (Eule) oder Léo Santana mit dem Gay-Block Muquiranas.

### Afro-Blöcke
Die Afro-Blöcke sind die bekanntesten Karnavalsgruppen des Karnevals in Salvador, welche auf ihre ethnische Herkunft in Westafrika zurückgehen. Der älteste und traditionsreichste Karnevalsblock ist Ilê Aiyê und besteht etwa aus 3.000 Mitgliedern und zahlreichen Gästen. Weitere sind zum Beispiel Filhos de Gandhy, A Mulherada, Afro Liberdade, Big Bloco do Gueto, Bloco da Capoeira, Ginga do Negro. In Afro-Blöcken dienen die sogenannten Puxadas do Ijexá der Ehre der afrobrasilianischen Orixais-Gottheiten.

### Afoxé

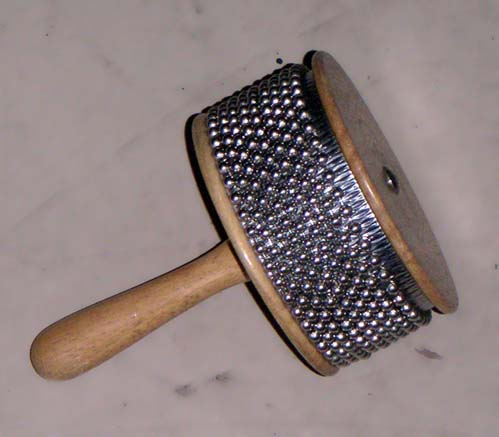
Afoxé

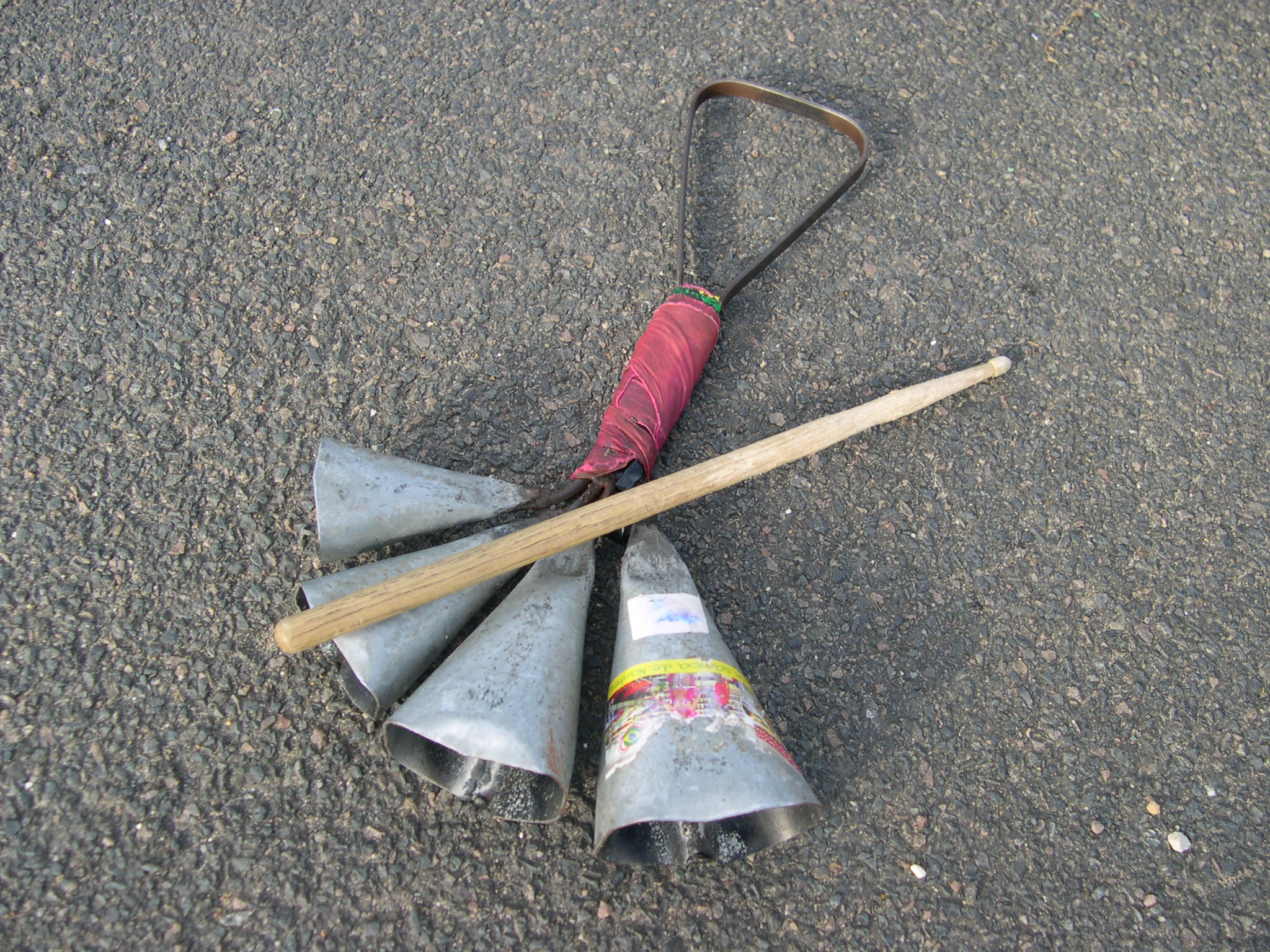
Agogo

Der Karneval in Salvador und im gesamten Bundesstaat Bahia hat seine Wurzeln im indo-euro-afro-brasilianischen Verständnis, vor allem aber der afrikanischen Religion Candomblé. Deswegen ist der Afoxé in Brasilien auch als „Straßencandomblé“ bekannt. Seine Bedeutung wird in der Musik und in zahlreichen Kostümen ausgedrückt. Das Wort „Afoxé“ kommt aus der Sprache Yoruba und besteht aus drei Wörtern: a (Nominalpräfix) – fo (sagen) – xé (verwirklichen).
Man könnte es umschreiben mit den Worten „das Ausgesprochene wird zur Tat“ oder „das Ausgesagte verwirklicht sich“.
In einem Afoxé-Block finden sich hauptsächlich Instrumente wie Trommeln, Afoxés und Agogos. Der Gesang wird von einem vor- und dann dem gesamten Block nachgesungen, ähnlich wie in den Häusern des Candomblé.

### Filhos de Gandhy

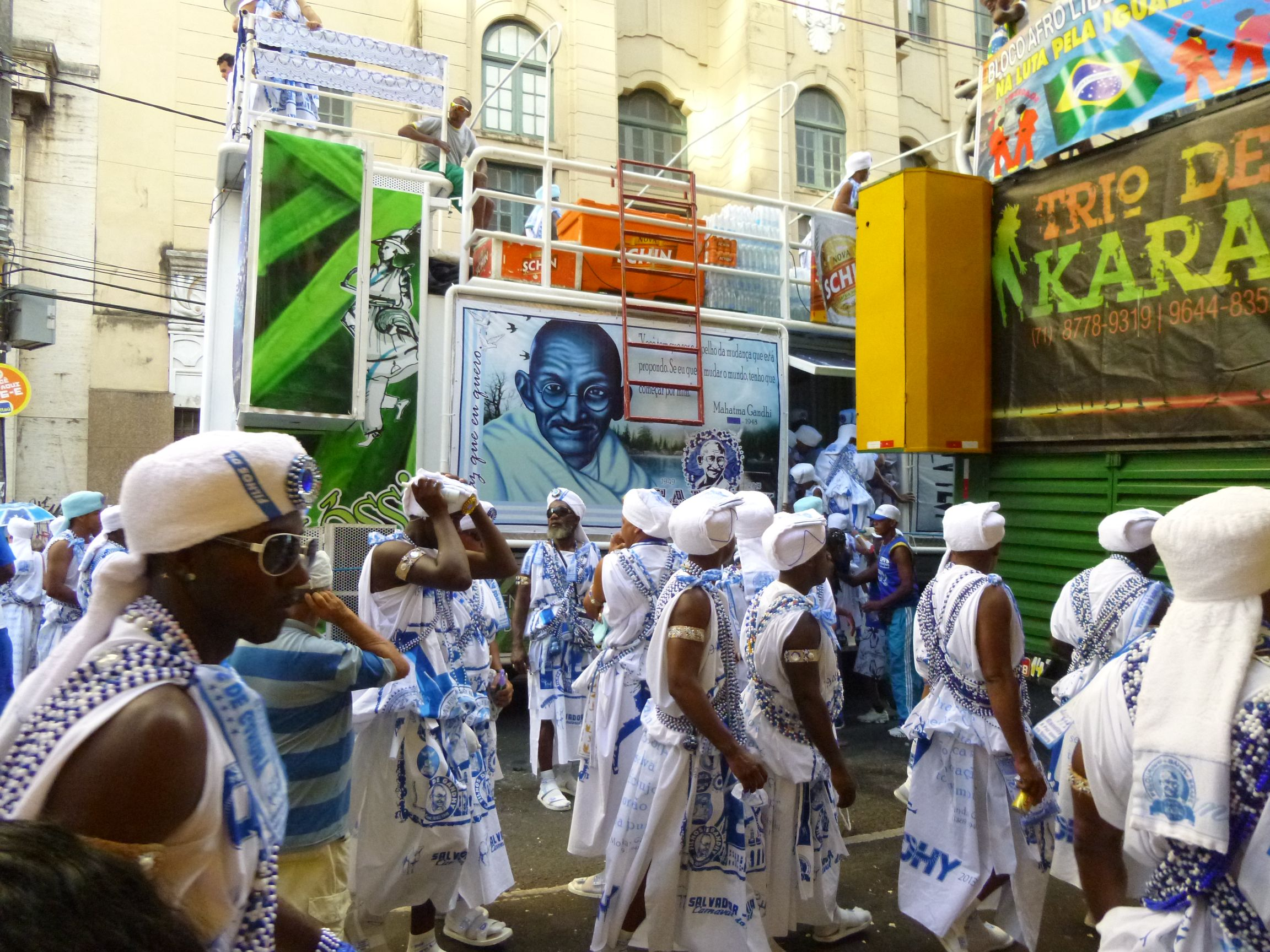
Filhos de Gandhy

Ein großer Block des Afoxé sind die Filhos de Gandhy, „Söhne Gandhis“, die sich mit den Idealen Mahatma Gandhis, besonders dem Frieden, identifizieren. Zum Karneval sticht dieser Block durch sein blau-weißes Erscheinungsbild von tausenden Mitgliedern, die weiße Turbane tragen, besonders deutlich hervor.
Die Filhos de Gandhy gründeten sich unter der Leitung von Durval Marques da Silva 1949 aus Lagerarbeitern (estivadores) des Hafens von Salvador, einer Elite schwarzer Arbeiter, zumal diese Form von Hafenarbeit relativ unabhängig war. Um Repressalien der damaligen Militärdiktatur zu entgehen, zu groß war die Sorge, Repressalien des im Vorjahr ermordeten Namensgebers des Blocks Gandhis erleiden zu müssen, der mit seinem Hungerstreik 1932 eine friedliche Revolution ausgelöst hatte, änderten seine Begründer den Namen „Gandhi“ in „Gandhy“. Aus einem Block von 36 Teilnehmern wurde der heute über 17.000 Anhänger zählende Verein mit Sitz am Pelourinho im historischen Zentrum Salvadors. Wenn auch das Vereinsgebot, auf Alkohol zu verzichten, nicht ganz ernst genommen wird, erinnert der große Block an eine große Friedensbewegung, das wohl erhabenste Ziel Mahatma Gandhis.

### Muquiranas

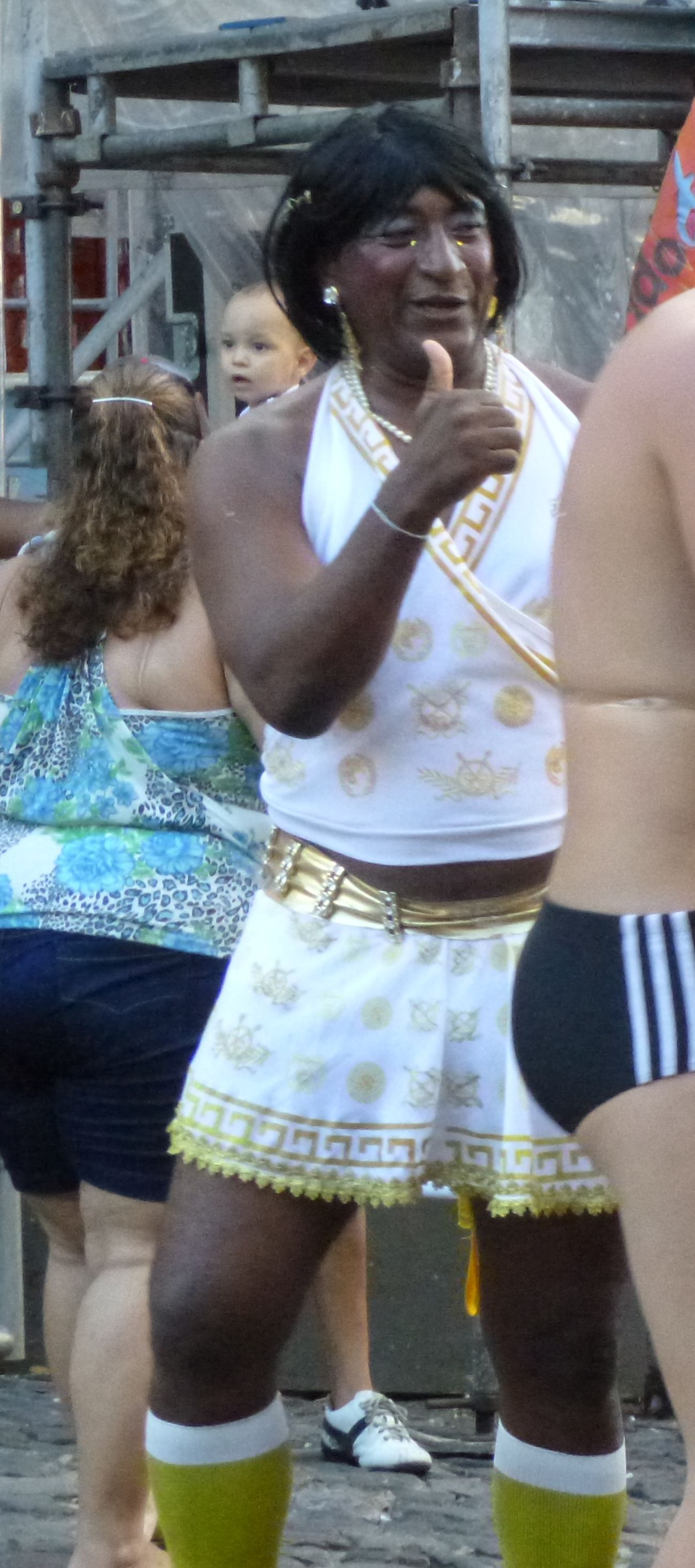
Muquirana am Pelourinho

Im Jahre 1964 änderte sich das äußere Erscheinungsbild des Karnevals von Salvador radikal, als sich Männer erstmals in Frauenkleidern unter die Feiernden mischten. Lindolfo Araújo, mit Spitznamen Charita, und ein paar Freunde waren die Anführer dieser kleinen Revolution. Mithilfe von Ehefrau, Mutter und Cousinen wurden die Kostüme angefertigt. Mittlerweile ist aus dem Familienspaß ein einträgliches Geschäft in dritter Generation entstanden und die Muquiranas, die „Schlampen“, sind mit tausenden Anhängern des Blocks ein Jahr als Barbies, dann als Geishas oder als Aphrodite nicht mehr aus dem Karneval Salvadors wegzudenken.
Dabei sind die Teilnehmer nicht nur Gays, sondern auch verheiratete Familienväter, denen bis zu 200 € für die Kostümierung nicht zu schade sind. Während die Muquiranas 2013 als griechische Liebesgöttin durch den Karnevalsbereich Osmar, bewaffnet mit einer Wasserpistole feierten, wurden sie von den Sängern Léo Santana (Parangolé) und Alex Max (Saiddy Bamba) auf dem Trio Elétrico animiert. Auf ihrer offiziellen Webseite gaben die Muquiranas am 18. Februar 2013 bekannt, dass an diesem Tag Florisa Paganelli de Carvalho, Ehefrau von Lindolfo Araújo und Mitbegründerin des Blocks Muquiranas, im Alter von 77 Jahren verstorben ist.

### Axé

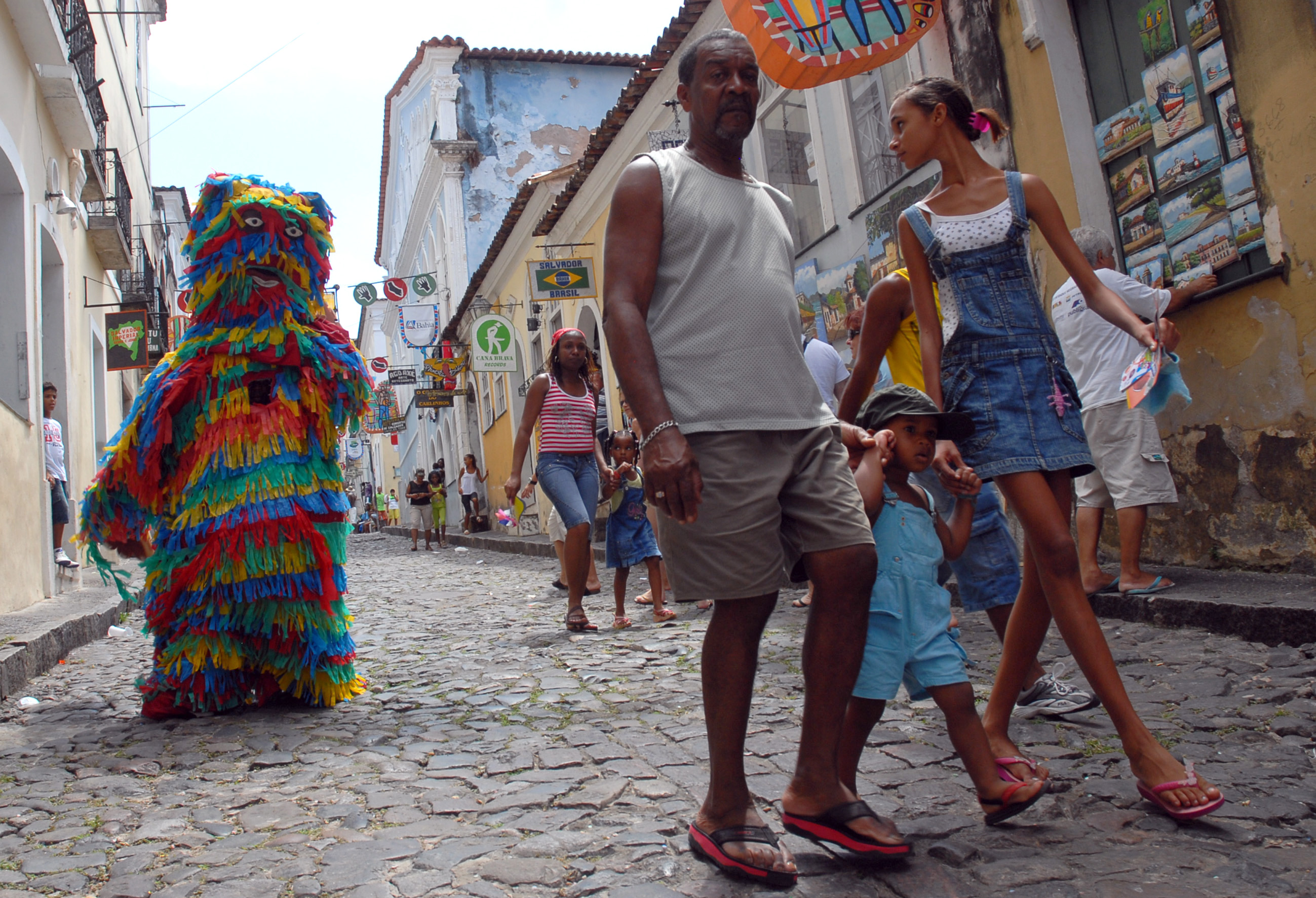
Beginn des Karnevals auf dem Pelourinho

Der Axé ist ein typischer Musikrhythmus in Bahia und wird als eine Fusion des Frevo und des Afoxé verstanden. Bekannte Axé-Gruppen und Künstler aus der Region Salvador da Bahia sind zum Beispiel Luiz Caldas, Sara Jane, Chiclete com Banana, Banda Beijo, Banda Cheiro de Amor, Babado Novo, Bandamel, Ara Ketu, Banda Eva, As Meninas, Rapazolla, Terra Samba und Olodum. Olodum und ihre personenstarke Perkussionsgruppe verwandelte den Karneval von Salvador in die größte, längste und lauteste Open-Air-Veranstaltung der Welt. Typisch für den Straßenkarneval sind die „baterias“, Trommel- und Perkussionsgruppen, die in großen Prozessionen durch die Straßen der Altstadt ziehen. Der Straßenkarneval und die zahlreichen Liveveranstaltungen wurden zunehmend zu einem Talentwettbewerb für Nachwuchskünstler, welche von erfolgreichen Musikern wie Luis Caldas, Chiclete com Banana, Ilê-Ayê, Margareth Menezes und Olodum gefördert werden. Letztere halten die Balance zwischen kommerzieller Musik und Tradition.

### Daniela Mercury

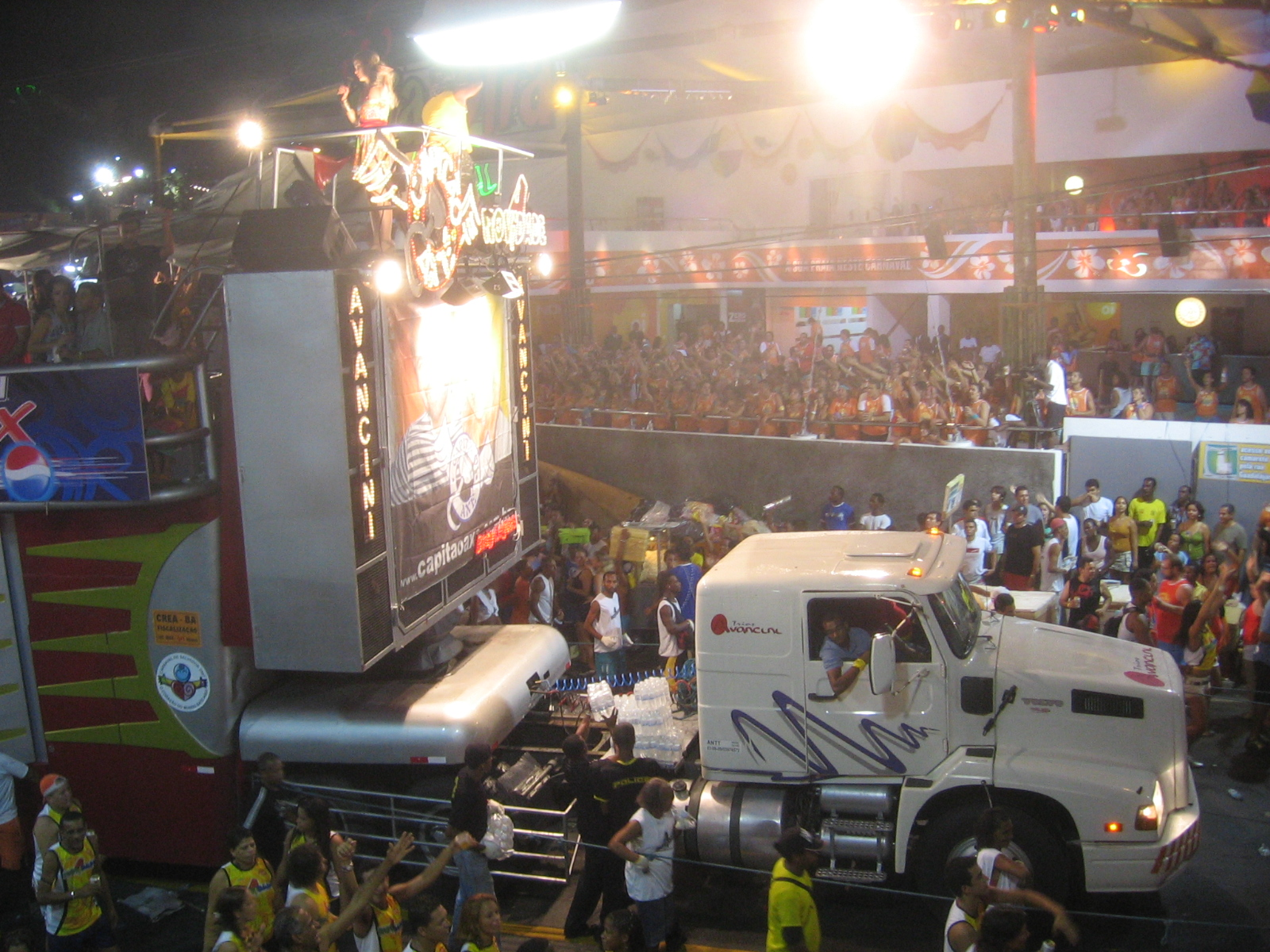
Trio Elétrico

Daniela Mercury wurde zwischen 1992 und 1993 mit ihrem Samba-Reggae Hit „O Canto da Cidade“ (Der Gesang der Stadt) zu den bekanntesten Aushängeschildern des Karnevals in Salvador. Sie wurde dadurch weltweit bekannt. Der brasilianische TV-Sender Rede Globo verhalf Daniela Mercury zu ihrem Erfolg.

## Tourismus

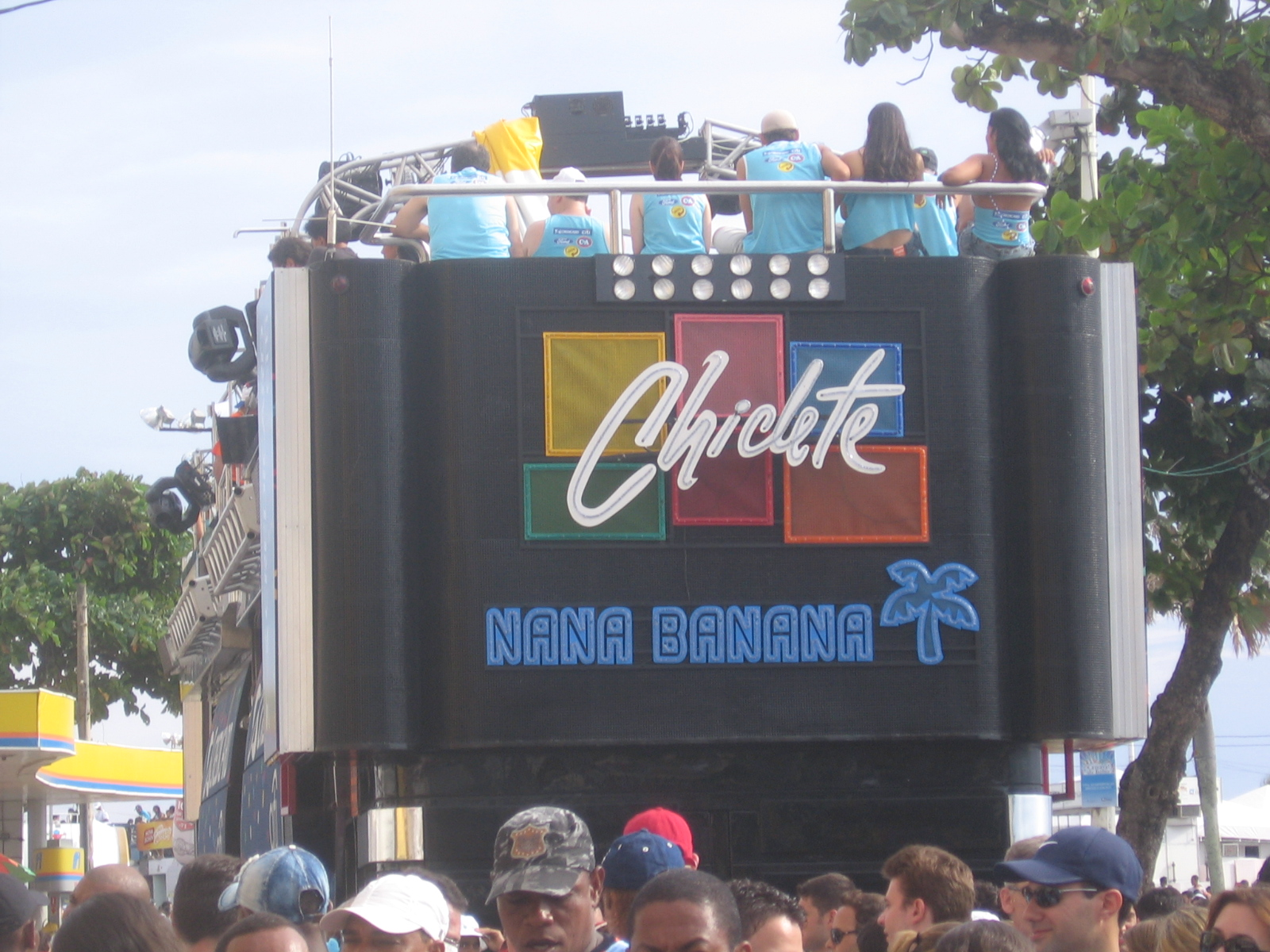
Block Nana Banana

Die Karnevalszeit bringt Salvador und der Umgebung alljährlich einen sprunghaften Anstieg der Übernachtungen und Einnahmen. Im Jahr 2006 kamen etwa eine halbe Million in- und ausländische Touristen nach Salvador, um dort den Karneval zu feiern. Dies bedeutet einen Anstieg von 30 % gegenüber den Besuchern, die während der Sommermonate Salvador und Bahia besuchen. Das Motto des Karnevals ist: „Bahia: major explosão de alegria“ (Bahia: die größte Explosion der Freude).
Salvador verwandelt sich auf einer Fläche von 25 Quadratkilometern in eine „cidade de carnaval“ (Karnevalsstadt) und bietet zur Sicherheit der Besucher Erste-Hilfe-Stationen und Polizeibereitschaft.
Der Karneval wird zum größten Arbeitgeber der Stadt. 200.000 Personen sind direkt mit den Karnevalsaktivitäten verbunden. 86.000 von ihnen sind sogenannte „Cordeiros“, welche die Aufgabe haben, die Blöcke mit einem starken Seil abzusichern.

## Organisation

### Programm 2011
Während des Karnevals in Salvador da Bahia stand 2011 Folgendes auf dem Programm: Die Karnevalsveranstaltungen begannen zeitgleich am Espaço do Samba e das Orquestras (Praça Municipal), Largo do Pelourinho, Praça Tereza Batista, Largo Pedro Archanjo, Largo Quincas Berro d’Água und Palco do Rock (Piatã). Das Hauptgeschehen spielte sich in den Stadtvierteln Campo Grande (Circuito Osmar), Barra Ondina (Circuito Dodô) und im Centro Histórico (Circuito Batatinha) ab. Die Festlichkeiten begannen am Donnerstag, den 3. März 2011, mit der feierlichen und symbolischen Übergabe der Schlüssel der Stadt an den Rei Momo, den brasilianischen König des Karnevals, durch den Bürgermeister und endete in der Nacht zum Aschermittwoch am 8. März 2011. An verschiedenen Stellen der Stadt traten Musikgruppen unterschiedlicher Stilrichtungen von Axé bis Pagode, wie Banda a Mulherada, Fundo de Quintal, É o Tchan, Grupo Revelação, Soweto, Samba de Saia, Pixote, Banda da Saudade, Harmonia do Samba, Chicabana, Ilê Aiyê, Cláudia Leitte und Babado Novo, Banda Eva, Banda Cheiro de Amor, Banda Beijo, Araketu, Banda Os Negões, Chiclete com Banana, Timbalada, Ivete Sangalo, Netinho, Carlinhos Brown und viele andere mehr, auf Bühnen oder auf den Trio Eletricos auf. Außerdem präsentierten sich berühmte Schauspielerinnen, TV Stars, Prominente, Politiker und Künstler wie Carla Perez, Luciana Mel, Carlos Pitta etc. Der Hauptzug des Karnevals beginnt traditionell am Freitag. Am Samstag zieht der Afro Bloco „Ilê Aiyê“ in die berühmte Rua do Curuzu ein und am Sonntagnachmittag beginnt der Batuque des Blocos Filhos de Gandhy auf dem Pelourinho in der Altstadt. Am Aschermittwoch findet ein Abschlusskonzert aller Gruppen auf der Praça Castro Alves statt. Das Ende des Karnevals hat in Brasilien die symbolische Bedeutung des Sommerendes. Spaßeshalber behauptet man, dass das brasilianische Jahr erst nach Karneval beginne. – Am Wochenende nach dem Karneval finden im Stadtteil Barra erneute Karnevalsaktivitäten statt, indem die Karnevalsbands prämiert werden, außerdem gibt es in Tanzlokalen am Strand den sogenannten „Baile de Ressaca“ (Kater-Tanz).

### Probleme um den Karneval

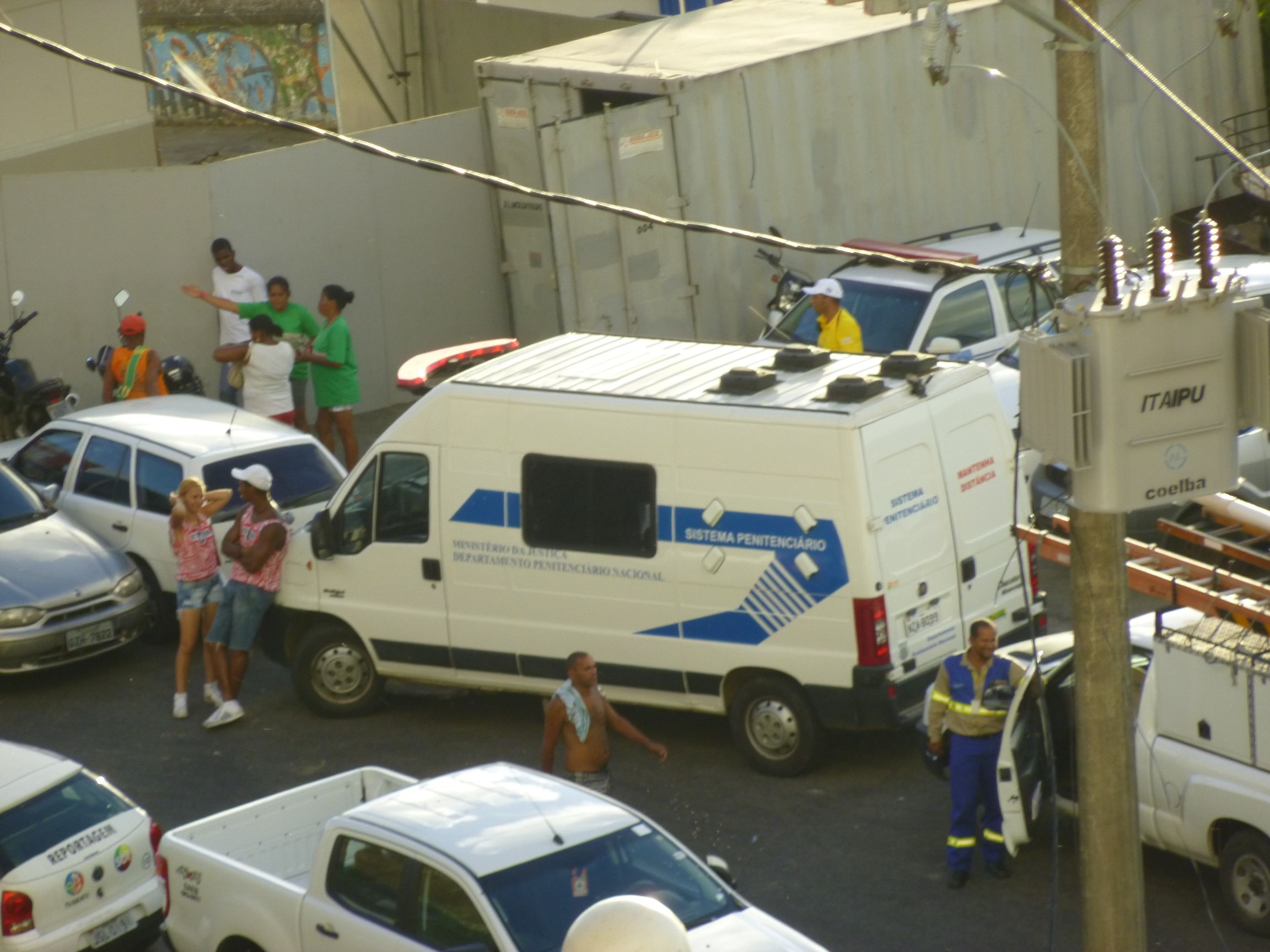
Gefangenensammelstelle zwischen Ober- und Unterstadt

Aufgrund von starker Polizeipräsenz verläuft der Karneval recht friedlich. Dennoch kann es bei den Menschenströmen immer wieder eng werden. Die privaten Camarotes werden dabei von Sicherheitsleuten gegen andrängende Menschenmassen geschützt.
Bei Temperaturen um 30 °C und einer Luftfeuchtigkeit von 80 % kommt es beim pausenlosen Tanzen immer wieder zu Erschöpfungszuständen. Eine weitere Gefahr liegt im übermäßigen Alkoholgenuss.
Einige ausländische Autoren beschreiben den Karneval in Salvador und im Bundesstaat Bahia allgemein als „Sechs Tage und Nächte der Ekstase“ sowie der „öffentlichen Massenkopulation“. Der Ursprung dieses Vorurteils wird mit der Lebensfreude, Einstellung zur Sexualität und Triebhaftigkeit des Candomblé (vor allem in Verbindung mit den Orixais Xang und Exu) in Zusammenhang gebracht.
Sexualität wird in der Religion des Candomblé als positive und treibende Kraft angesehen.
Diese Einstellung zur Sexualität hat Salvador vor allem während der Karnevalszeit zu einem beliebten Reiseziel von Sextouristen gemacht. Der brasilianische Staat geht seit einigen Jahren auf Bestreben verantwortlicher Politiker mit aller Macht gegen den Sextourismus in seinen illegalen Formen vor.
Um die AIDS-Gefahr einzudämmen, werden schon seit einigen Jahren Kondome an Ständen und von den Trios Elétricos an die Bevölkerung verteilt. In Brasilien herrscht eine vorbildliche Anti-AIDS-Politik, so dass die Anzahl der Neuinfektionen signifikant fiel.
Seit 2010 werden Armbänder für Kinder verteilt, sollten diese sich in den Menschenmengen verlieren, können sie besser identifiziert werden. Regelmäßig trifft man auf Angestellte, die nach verloren gegangenen Kindern Ausschau halten, um sie in ihre Obhut zu nehmen bzw. ihren Verantwortlichen wieder zu übergeben. Der von Jahr zu Jahr immer besser vorbereitete Karneval bietet Touristen ein buntes Bild brasilianischer Kultur sowie den Brasilianern ein kulturelles Ereignis, mit dem sie sich und ihre Geschichte identifizieren können.

### Rückblick auf Karneval 2013

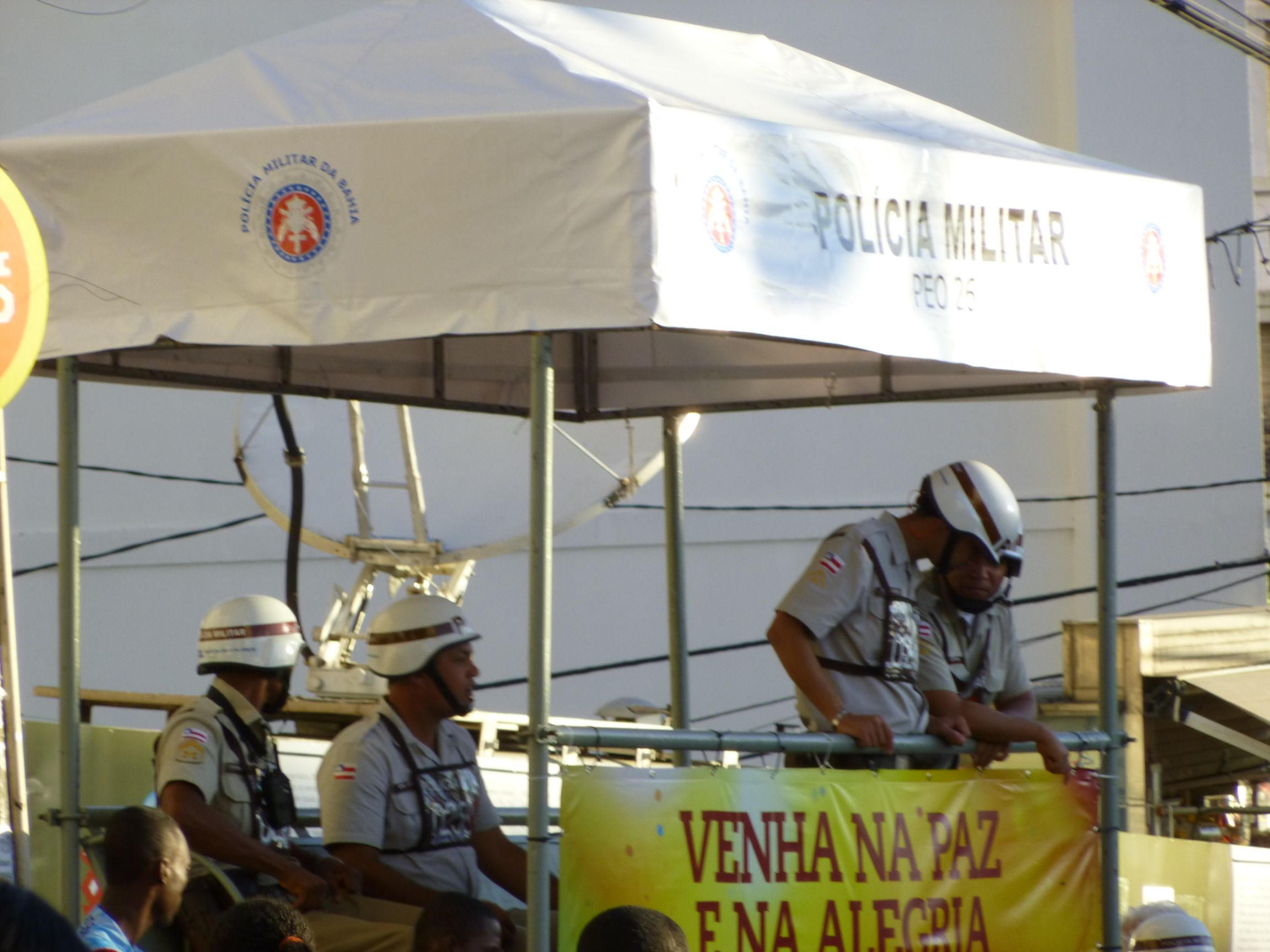
Militärpolizei überwacht den Karneval, 2013

Nicht nur während des Festes, auch im Nachhinein machte sich die gute Vorbereitung der Stadtverwaltung bezahlt. Eine starke Polizeipräsenz und rigorose Regeln machten das Vergnügen zu einer relativ sicheren Veranstaltung. Am 13. Februar stellten die Verantwortlichen Zahlen und Fakten vor. Demnach wurden aus Sicherheitsgründen eingezogen: 12.736 Schaschlikspieße, 38 Messer und über 2000 Glasflaschen mit Bier oder anderen alkoholischen Getränken. Zudem wurden 98 Holzkohlegrille und Feuerchen gelöscht und vernichtet. Mit der gleichen Härte ist man gegen alkoholisierte Autofahrer vorgegangen: 1688 Autofahrer wurden angehalten und einem Alkoholtest unterzogen; bei 160 wurden erhöhte Alkoholwerte ermittelt. 1345 Bars und Imbissbuden wurden besucht, von denen bei 340 hygienische und andere Beanstandungen wie fehlende Preislisten registriert wurden.
Es ist kaum vorstellbar, aber auch der ohrenbetäubende Lärm der Trios Elétricos hat Grenzwerte: 7 Fahrzeuge wurden als zu laut eingestuft und mussten die Lautstärke entsprechend reduzieren.
Leider kam es trotzdem zu zwei Morden, einen durch ein Messer und einen anderen durch eine Schießerei. 1085 Karnevalisten mussten sich nach Schlägerei einer Behandlung unterziehen, 343 davon im Nasen-Mund-Bereich. 226 Menschen wurden vor dem Ertrinken gerettet. 7 verloren gegangene Kinder wurden ihren Familien oder Verantwortlichen wieder zugeführt. Aufgrund von Drogen und Diebstählen wurden 845 Festnahmen registriert, das dreifache im Vergleich zum Vorjahr.
Um die Straßen sauber zu halten, wurden 2000 chemische Toiletten aufgestellt; eine Zahl, die im kommenden Jahr noch erhöht werden soll. Aschermittwoch waren über 1000 Tonnen Müll von den Straßen entfernt. Die meisten Holzverkleidungen an Denkmälern und Hauseingängen zum Schutz vor Schmutz und Vandalismus waren bis zum Abend wieder entfernt. Insgesamt zog man eine recht positive Bilanz und lobte die Vorbereitungen als ausreichend, obschon für das kommende Jahr noch viele Verbesserungsvorschläge gemacht wurden.